# Luci Valeri Flac (cònsol 131 aC)
Luci Valeri Flac (en llatí Lucius Valerius Flaccus) va ser un magistrat romà del segle ii aC. Formava part de la gens Valèria, una antiga família romana d'origen sabí, i portava el cognomen de Flac.
Era Flamen Martialis i va ser elegit cònsol l'any 131 aC amb Publi Licini Cras Dives Mucià, que era el pontífex màxim. Va voler dirigir la guerra contra Èumenes III Aristònic de Pèrgam, però el seu col·lega, com a Pontífex, li va imposar una multa per abandonar els seus deures sacerdotals. Va presentar una queixa davant dels comicis que van anul·lar la multa, però van imposar a Flac obediència a Cras en l'aspecte religiós.